# Difunta Correa (película)
Difunta Correa es una película dramática argentina filmada en Eastmancolor, dirigida por Hugo Reynaldo Mattar según el guion de Lucy Campbell adaptado por el mismo Mattar, y estrenada el 18 de septiembre de 1975. La cinta, que cuenta la historia de la santa popular argentina Difunta Correa, tuvo como actores principales a Lucy Campbell, Ignacio Quirós, Luis Medina Castro y Jorge Rivera López. Horacio Videla y Carlos Fernández Pardo tuvieron a su cargo la asesoría histórica.

## Sinopsis
El filme cuenta la leyenda popular de la provincia de San Juan referida a una mujer que muere en el desierto pero logra salvar a su hijo, y que es objeto de culto popular.

## Reparto
Los intérpretes que participaron en el filme fueron:
- Lucy Campbell
- Ignacio Quirós
- Luis Medina Castro
- Jorge Rivera López
- Héctor Pellegrini
- Jorge Villalba
- Marta Roldán
- Alfredo Iglesias
- Víctor Albarrán
- Fausto Procopio
- Sergio Poves Campos
- Enrique Dupuy de Lome
- Elvira Graffigna de Montes

## Comentarios
La revista Mayoría escribió: 

”Del mito a la cursilería... El libreto de la actriz L. Campbell (muy sobria como Deodolinda Correa) escamotea cualquier asomo de complejidad y se lanza alegremente a postular la candidatura de la Difunta al rango de santidad.”

El diario La Prensa, por su parte, dijo: 

”El drama humano del personaje central, delineado con vigor y sencillez, es llevado hasta la culminación de su destino último… con auténtico sentido cinematográfico... lenguaje emocional, puro y despojado de efectismos.”

Además, Manrupe y Portela escribieron: 

”Filmada en San Juan con fervor y sinceridad, pero sin apartarse de las típicas biografías idealizadas.”